# Melegnano
Melegnano – miejscowość i gmina we Włoszech, w regionie Lombardia, w prowincji Mediolan, położona nad rzeką Lambro.
Nazwa miejscowości w dialekcie mediolańskim brzmi Meregnàn, stąd starożytne Marignano.
Według danych na rok 2004 gminę zamieszkiwało 15 709 osób, 3927,2 os./km².

## Miasta partnerskie
- Bicske